# 雷山中溪蟹
雷山中溪蟹（学名：Mediapotamon leishanense）为溪蟹科中溪蟹属的动物。在中国大陆，分布于贵州等地，主要生活于高山溪流石下。其生存的海拔范围为1500至2000米。